# خيرمان بورتانوفا
خيرمان بورتانوفا (بالإسبانية: Germán Portanova)‏ هو لاعب كرة قدم أرجنتيني في مركز الدفاع، ولد في 19 أكتوبر 1973 في الأرجنتين. لعب مع راسينغ فيرول.

## وصلات خارجية
- خيرمان بورتانوفا على موقع قاعدة بيانات كرة القدم.إي يو (الإنجليزية)